# Autovía A-25
Dieser Artikel wurde aufgrund von inhaltlichen Mängeln auf der Qualitätssicherungsseite des WikiProjekts Straßen eingetragen. Dies geschieht, um die Qualität der Artikel aus dem Themengebiet Straßen auf ein akzeptables Niveau zu bringen. Bitte hilf mit, die inhaltlichen Mängel dieses Artikels zu beseitigen, und beteilige dich bitte an der Diskussion!

Begründung: übernommen aus allgemeiner QS: zahlreiche Fehlverlinkungen, unenzyklopädische Zeitangabe -- feuerst – disk 11:37, 17. Jul. 2017 (CEST)
Die Autovía A-25, kurz A-25, ist eine geplante Autobahn in der Mitte Spaniens, die in etwa der Route der N-211 folgen und die A-2 bei Alcolea del Pinar (Guadalajara) in südöstlicher Richtung über Molina de Aragón mit der A-23 bei Monreal del Campo (Teruel) verbinden soll. Ihre Hauptfunktion wäre eine neue Alternative zur A-3, der Verbindung von Madrid Levante über Castellón und Valencia sowie nach Katalonien über den Süden von Saragossa und die Z-40. Sie würde auch die Stadt Teruel und ihre Provinz über eine Hochleistungsstraße mit der spanischen Hauptstadt Madrid verbinden und dazu dienen, den östlichen Teil der Provinz Guadalajara, die Region Señorío de Molina, zu erschließen.

## Geschichte

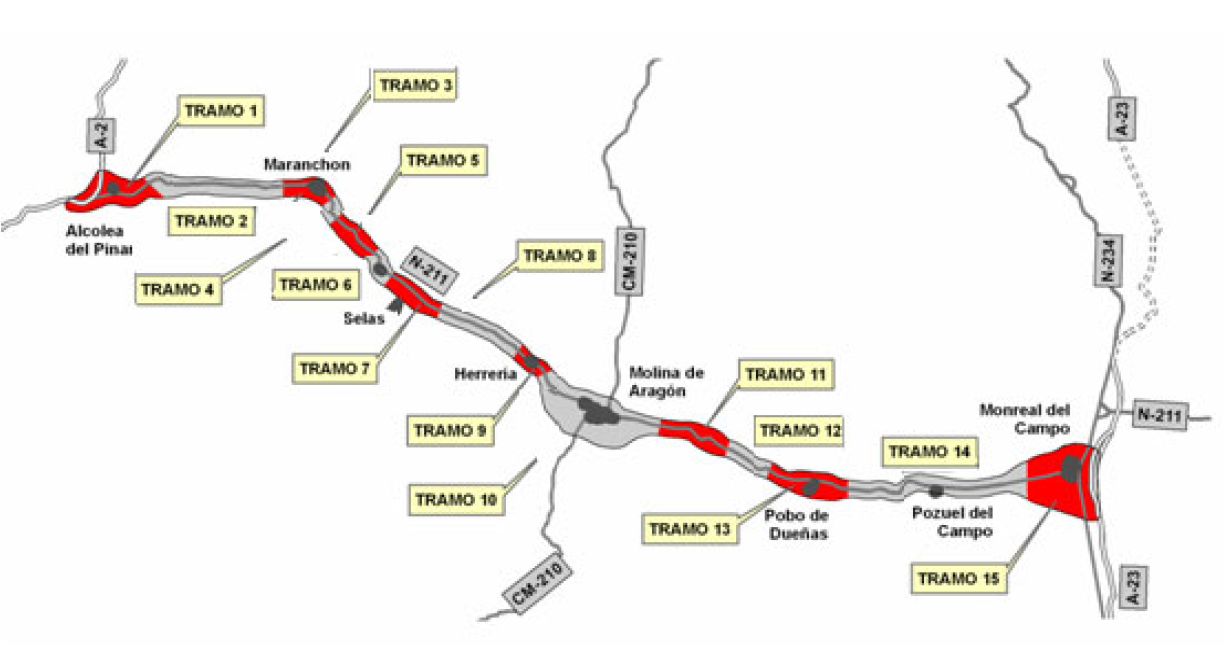
Untersuchungskorridor für die A-25 in der Studie 2009

Im Mai 2009 wurde von der Firma Ayesa eine informative Studie erstellt, um die bestehende Straße N-211 in eine Autobahn umzuwandeln. Die Studie ist 2019 ausgelaufen, ohne dass die entsprechende Umweltverträglichkeitserklärung vorgelegt wurde.
Ende 2021 wurde eine neue Voruntersuchung zur Verbesserung dieser Trasse ausgeschrieben, wobei dieses Mal mehrere Alternativen in Betracht gezogen wurden, darunter der Bau einer Autobahn oder einer Straße im 2+1-System. Die Voruntersuchung wurde im Juli 2022 ausgeschrieben und der Vertrag für deren Ausarbeitung wurde im September desselben Jahres formalisiert.
Derzeit ist der Bau der Autobahn im Budget für Straßenbau noch nicht aufgelistet. Längerfristig könnte die A-25 bis Alcañiz oder sogar bis Tarragona weitergeführt werden, sodass Anschlüsse an die künftigen Autobahnen A-68 und A-7 geschaffen würden.

## Streckenführung
| Abschnitt | Strecke                                                      | Länge  | Status     | Varianten                         |
| --------- | ------------------------------------------------------------ | ------ | ---------- | --------------------------------- |
| 1         | Alcolea del Pinar (A-2) – Anguita                            | 007 km | in Planung | Aguilar de Anguita                |
| 2         | Anguita – Luzón – Maranchón                                  | 013 km | in Planung | -                                 |
| 3         | Luzón – Maranchón                                            | 004 km | in Planung | Maranchón                         |
| 4         | Maranchón – Mazarete                                         | 003 km | in Planung | -                                 |
| 5         | Mazarete – Anquela del Ducado                                | 005 km | in Planung | Mazarete                          |
| 6         | Anquela del Ducado – Selas                                   | 004 km | in Planung | Anquela del Ducado                |
| 7         | Selas – Corduente                                            | 006 km | in Planung | Selas                             |
| 8         | Corduente                                                    | 008 km | in Planung | -                                 |
| 9         | Corduente – Herrería                                         | 003 km | in Planung | Herrería                          |
| 10        | Rillo de Gallo – Corduente – Molina de Aragón – Castilnuevo  | 013 km | in Planung | Rillo de Gallo – Molina de Aragón |
| 11        | Molina de Aragón – Castellar de la Muela                     | 007 km | in Planung | Castellar de la Muela             |
| 12        | Castellar de la Muela – Morenilla – Hombrados                | 005 km | in Planung | -                                 |
| 13        | Hombrados – El Pobo de Dueñas                                | 008 km | in Planung | El Pobo de Dueñas                 |
| 14        | El Pobo de Dueñas – El Pedregal – Pozuel – Monreal del Campo | 018 km | in Planung | -                                 |
| 15        | Monreal del Campo – Anschluss A-23                           | 005 km | in Planung | Monreal del Campo                 |
| Summe     | Summe                                                        | 109 km |            |                                   |